# San Antonio Enchisi
San Antonio Enchisi är en ort i Mexiko, tillhörande kommunen Atlacomulco i den nordvästra delen av delstaten Mexiko, i den centrala delen av landet. Orten hade 4 870 invånare vid folkräkningen 2010, och är kommunens fjärde största samhälle. San Antonio Enchisi ligger i den sydvästra delen av kommunen och bara ett par kilometer ifrån vulkanen Xocotépetl.